# Varennes (Dordogna)
Varennes è un comune francese di 460 abitanti situato nel dipartimento della Dordogna nella regione della Nuova Aquitania.

## Società

### Evoluzione demografica
Abitanti censiti